# Rob Conway
Robert Thomas Conway Jr., meglio conosciuto con il ring name Rob Conway o Robért Conway (New Albany, 28 novembre 1974), è un wrestler statunitense, noto per i suoi trascorsi nella World Wrestling Entertainment tra il 2000 e il 2007.
In WWE ha vinto tre volte il World Tag Team Championship (con Sylvain Grenier).

## Carriera

### Ohio Valley Wrestling (1999–2000)
Inizia la sua carriera di wrestler nella OVW, collaborando con Nick Dinsmore con il quale vincerà per 10 volte il titolo di coppia. Inoltre è stato per 4 volte OVW Heavyweight Champion, battendo due volte Nick Dinsmore e una rispettivamente Rico Costantino e Damaja (Doug Basham in WWE).

### World Wrestling Entertainment (2000–2007)

#### Apparizioni sporadiche (2000–2003)
Il Debutto di Rob avviene nel 2000, in un triple Threat contro Kurt Angle e Headbanger Mosh, ma il debutto televisivo avvenne il 20 maggio 2000 dove fu sconfitto da Bull Buchanan, poi apparve per 3 anni a WWE Heat perdendo con Superstar come Albert, Scotty 2 Hotty e Hurricane Helms. Il 17 luglio 2003 a SmackDown con Nick Dinsmore dove si travestirono dai Los Conquistadores perdendo contro Rey Mysterio e Billy Kidman. Apparve anche a Vengeance, impersonando sempre i Los Conquistadores questa volta con Johnny Jeter e prendendo Parte all'APA Bar Brawl.

#### La Résistance (2003–2006)
Conway debutta ufficialmente il 18 agosto 2003 a Raw sotto la Gimmick di un Aviatore Americano dopo essere stato aggredito Dalla Resistance (Sylvain Grenier e René Duprée) viene salvato dai Dudley Boyz, e mentre sventolano la bandiera, Conway li attacca da dietro svelando di essere il capo della Resistance. Il Trio Ebbe dei feud con The Hurricane e Rosey, i Dudley Boyz e Mark Jindrak & Garrison Cade. Il team si sciolse nel momento in cui Sylvain si infortunò alla schiena e Rene passò al SmackDown per effetto del Draft.
Dopo il ritorno di Sylvain riformano il Team ma questa volta con un leggero cambio di Gimmick (da lottatori Franco-Canadesi diventano 2 lottatori Franco-Canadesi Razzisti, che dicono che gli americani sono inferiori) e la cosa che caratterizza questa gimmick e che vengono sempre accompagnati dalla bandiera del Quebec. Per il resto dell'anno, hanno una faida con Edge & Chris Benoit, William Regal e Eugene, Rhyno & Tajiri, Romeo Roselli & Antonio Thomas, Simon Dean & Maven e Hurricane & Rosey.

#### Competizione singola (2005–2007)
Prova a vincere il WWE Intercontinental Championship ma fallisce. Il 12 giugno Conway effettua un Turn Heel, quindi impersona una nuova Gimmick. Al Raw Homecoming entra nel ring con numerose Leggende come Dusty Rhodes, Jimmy Hart, Ted DiBiase, mancandogli di sottraendogli le loro Signature. Poi Conway vince dei match contro Doink The Clown, Koko B. Ware e Greg Valentine (per Squalifica). Durante questo periodo ebbe un feud con Eugene, appassionato delle leggende, che terminerà al WWE Taboo Tuesday dove Rob collabora con Tyson Tomko contro Eugene e una leggenda scelta dai tra Jimmy Snuka, Kamala o Jim Duggan. I fan votarono Jimmy Snuka che pone fine al Match con la Superfly Splash.
Viene poi spostato a Heat dove dopo aver subito una sconfitta contro Rob Van Dam inizia ad apparire in pubblico indossando da sole, privo di baffi e con capelli biondo ossigenati. La sua unica vittoria avviene nel corso di un Mixed match, dove in coppia con Victoria batte Viscera e Torrie Wilson. Fu nuovamente da sconfitto da Jim Duggan accompagnato da Eugene. Da questo momento Conway venne usato come Jobber.

### Ritorno in OVW (2007–2009)
Tornato nella OVW, tenta di riconquistare i titoli di coppia, con Sylvain contro Shawn Spears e Cody Rhodes ma non riesce nell'impresa.

### Circuito indipendente (2009–presente)
Attualmente lotta nella Juggalo Championship Wrestling.

## Personaggio

### Mosse finali
- Ego Trip (Rolling Cutter)
- Iron Knuckles (Boxing Punch dopo essersi messo un guanto) - OVW
- Conway Drop (Full Nelson Slam) - TNA

### Soprannomi
- The Iron Man
- The Submissionary
- The Con Man

## Titoli e riconoscimenti
- All Star Wrestling Alliance
  - AWA Central States Championship (3)
  - AWA United States Championship (1)
- Battle on the Border
  - BOTB Heavyweight Championship (1)
- Indianapolis Championship Wrestling
  - ICW World Heavyweight Championship (1, attuale)
- Music City Wrestling
  - MCW North American Tag Team Championship (1) – con Nick Dinsmore
- National Wrestling Alliance
  - NWA World Heavyweight Championship (2)
  - NWA World Tag Team Championship (4) – Jax Dane (1) e Matt Riviera (3)
- NWA Mid-America
  - NWA Mid-America Tag Team Championship (1) – con Josh Lewis
- NWA Circle City Wrestling
  - NWA CCW Tag Team Championship (1) – con Sean Casey
- NWA Mid-South
  - NWA Mid-South Unified Heavyweight Championship (1)
- NWA Supreme Wrestling
  - NWA Supreme Heavyweight Championship (3)
  - NWA United States Championship (1)
  - NWA Tri-State Television Championship (1)
- Northen Champions Wrestling
  - NCW Tag Team Championship (1) – con Sylvain Grenier
- Ohio Valley Wrestling
  - OVW Heavyweight Championship (4)
  - OVW Southern Tag Team Championship (11) – con Nick Dinsmore (10) e Pat Buck (1)
- Pro Wrestling Illustrated
  - 45º nella classifica dei 500 migliori wrestler su PWI 500 (2004)
- Top of the World Wrestling
  - TOW Tag Team Championship (1) – con Sylvain Grenier
- World Wrestling Entertainment
  - World Tag Team Championship (3) – con Sylvain Grenier
- Wild Championship Wrestling Outlaws
  - WCWO Tag Team Championship (1) – con Josh Lewis